# Suius brevis
Suius brevis è un pesce osseo estinto, appartenente ai parasemionotiformi. Visse nel Triassico inferiore (Olenekiano, circa 249 - 248 milioni di anni fa) e i suoi resti fossili sono stati ritrovati in Cina.

## Descrizione
Questo pesce era di dimensioni medio-piccole, e non doveva superare i 20 centimetri di lunghezza. Possedeva un corpo fusiforme, con scaglie romboidali e ricoperte da uno spesso strato di ganoina, la cui parte posteriore esposta era liscia. Suius era caratterizzato da un opercolo più grande e più profondo del subopercolo, un interopercolo sviluppato, la mascella bassa anteriormente e più alta posteriormente, saldamente collegata al preopercolo verticale, la mandibola bassa e corta anteriormente, che aumentava rapidamente in altezza posteriormente, con angolare e soprangolare.

## Classificazione
Suius è un rappresentante dei parasemionotiformi, un gruppo di pesci ganoidi affini agli amiiformi e tipici del Triassico. Suius brevis venne descritto per la prima volta nel 2002 da Liu, sulla base di resti fossili quasi completi provenienti dalla formazione Qinglong sul monte Qingshan nei pressi di Jurong, nella provincia di Jiangsu in Cina. Altri fossili attribuiti a questa specie (o a un'altra molto simile) sono stati ritrovati nella formazione Helongshan sul monte Majiashan nella zona di Chaohu nella provincia di Anhui. 